# Ella Henderson
Gabriella Michelle Henderson, meglio nota come Ella Henderson (Tetney, 12 gennaio 1996), è una cantante britannica.
Finalista della versione britannica di X Factor nel 2012, firma nello stesso anno un contratto con la Syco, la casa discografica gestita dall'ideatore del talent show, Simon Cowell.
Il suo singolo di debutto, Ghost, che ha anticipato l'album Chapter One, è stato pubblicato l'8 giugno del 2014 riuscendo a piazzarsi al primo posto della classifica dei singoli britannica. Nel 2022, dopo un cambio di casa discografica e la pubblicazione di vari singoli e collaborazioni, ha pubblicato il suo secondo album Everything I Didn't Say.

## Biografia

### 1996-2011
Ella nasce a Tetney, cittadina inglese del Lincolnshire, da Sean e Michelle Henderson. Sviluppa sin da giovane l'interesse per la moda, in particolare per quella vintage, così come quello per la musica, che mette in pratica cantando e suonando il pianoforte.

### 2012:The X Factor
Nel 2012 si presenta alle audizioni per la nona edizione del talent show britannico The X Factor, entrando a far parte della squadra delle ragazze, capitanata dalla cantante Tulisa Contostavlos.
Pur essendo da molti considerata la favorita per la vittoria finale, Ella conclude la sua partecipazione alla settima puntata, uscendo allo spareggio con James Arthur, ha anche collaborato con quello lì down' vincitore finale della competizione, classificandosi al sesto posto. Lo stesso conduttore dello show, Dermot O'Leary, che l'anno successivo l'ha nominata miglior cantante mai presentatasi al talent, definisce l'eliminazione di Ella uno dei più grandi shock nella storia del programma.

### 2013:Chapter One
Nel dicembre del 2012, durante un'apparizione televisiva, Ella afferma di aver firmato un contratto discografico con Sony Music Entertainment, notizia confermata il mese successivo da Simon Cowell, che specifica come il contratto sia stato concluso con la Syco, l'azienda gestita da lui stesso, insieme alla Sony. Nel 2013, la cantante partecipa a svariati show televisivi riproponendo spesso le migliori performance viste ad The X Factor (Regno Unito), oltre a realizzare dei video promozionali su YouTube, dove esegue varie cover.
Nel marzo del 2014 annuncia il suo album di debutto, Chapter One, scritto dalla stessa Henderson assieme a professionisti di fama internazionali come Claude Kelly. Eg White, Salaam Remi, Babyface e TMS. Sempre in marzo, la cantante annuncia che il primo singolo estratto dall'album sarà Ghost, scritto assieme a Ryan Tedder. Le viene in seguito concessa la platea della prima semifinale di Britain's Got Talent, uno degli show più seguiti nel Regno Unito, per presentare la canzone il 26 maggio. Il brano ottiene un notevole successo commerciale, raggiungendo la vetta della classifica britannica. Da Chapter One vengono estratti anche i singoli Glow, Yours e Mirror Man. Nel 2015 collabora al singolo dei Sigma Glitterball, estratto dall'album di debutto Life, che raggiunge la posizione 4 nella classifica britannica. Collabora inoltre al singolo del produttore discografico norvegese Kygo Here for You, ottenendo un altro successo commerciale.

### 2018:Licenziamento dalla Syco e nuova etichetta discografica
Nel gennaio 2018 la rivista inglese Digital Spy rivela che la Syco ha licenziato la cantante. Questo avviene dopo che Ella aveva annunciato di aver completato la realizzazione del suo secondo album, un progetto che avrebbe dovuto essere pubblicato proprio via Syco, e che in seguito a questa decisione viene cestinato.
Nell'agosto 2018 la cantante rivela su instagram che la nuova etichetta discografica con cui lavora è la Atlantic Records, componente della Warner Music Group. Nei mesi successivi, Ella Henderson apre i concerti del gruppo di produttori Rudimental e collabora con il DJ Jax Jones nel singolo This Is Real, la sua prima pubblicazione dopo quasi 5 anni di assenza dalle scene musicali.

### 2019-presente:Glorious EP, Everything I Didn't Say
Nel Novembre 2019 pubblica il suo primo EP  Glorious EP  contenente quattro nuove tracce. Sempre nel 2019 collabora con Jax Jones nel singolo This Is Real, che raggiunge la posizione 9 nella classifica britannica: si tratta della prima top 10 di Henderson in 4 anni. Il 12 giugno 2020 pubblica il singolo Take Care Of You. Il 2 ottobre 2020 pubblica il singolo Dream On Me in collaborazione con il DJ Roger Sanchez. Nel 2021 collabora con Tom Grennan nel singolo Let's Go Home Together, il quale raggiunge la posizione 10 della classifica britannica. Nel gennaio 2022 pubblica il singolo Brave, che anticipa la pubblicazione del suo secondo album Everything I Didn't Say, pubblicato l'11 marzo 2022. Nelle settimane successive alla pubblicazione dell'album realizza le collaborazioni Crazy What Love Can Do con David Guetta e Becky Hill e 21 Reasons con Nathan Dawe. Seguono altre collaborazioni con DJ produttori, tra cui Heartstrings con gli M-22.

## Discografia
- 2014 – Chapter One
- 2022 – Everything I Didn't Say